# Transistor de efecto de campo de transición Mott

Estructura de un transistor MTFET.

El transistor de efecto de campo de transición Mott o MTFET (en inglés Mott-Transition Field Effect Transistor) es un transistor que se utiliza para conmutar señales electrónicas. Este dispositivo permite controlar la cantidad de corriente que fluye entre las terminales de surtidor y drenador mediante la aplicación de un potencial eléctrico en la compuerta, de manera análoga al funcionamiento de un transistor MOSFET.
La diferencia principal con respecto a un transistor MOSFET es el material que se utiliza para la construcción del canal. En los transistores MTFET el material del canal no es silicio, sino que se utiliza un material conocido como aislante Mott. La resistencia eléctrica de este material puede ser controlada directamente con un potencial eléctrico sin tener que recurrir al dopado previo necesario en los transistores MOSFET.
Una ventaja de los transistores MTFET es que pueden ser fabricados con dimensiones menores en comparación con los transistores MOSFET de silicio. La longitud de canal típica para un transistor MTFET es de alrededor de 10 nm.

## Funcionamiento
Los transistores MTFET están construidos con aislantes Mott. Estos materiales deberían ser buenos conductores de electricidad bajo la teoría de bandas de energía, pero al hacer experimentos y mediciones se observa que se comportan como aislantes. Este comportamiento se debe a que los electrones están unidos fuertemente a los núcleos del material como consecuencia del bloqueo de Coulomb y de las fuerzas de repulsión entre los electrones.
Para lograr la conducción en un aislante Mott es necesario inducir una transición aislante-conductor en el material. Para esto se deben inducir huecos en una sección del material mediante la aplicación de un potencial externo. El incremento en la concentración de huecos hace posible que los electrones bloqueados se desplacen de su lugar para ocupar los huecos inducidos, dejando libres los espacios originales para que los ocupen otros electrones. Este intercambio de electrones hace que el material se comporte como un conductor cuando está en presencia de un potencial eléctrico externo. Cuando se elimina el potencial externo, el material vuelve a su condición original y se comporta de nuevo como un aislante.
La concentración de huecos por unidad de área en el canal se calcula con la expresión:
{\displaystyle N_{h}=V_{G}{\dfrac {\epsilon _{ox}\epsilon _{0}}{ed_{ox}}}}
Donde
{\displaystyle \epsilon _{ox}} es la permitividad del óxido,
{\displaystyle \epsilon _{0}} es la permitividad del vacío,
{\displaystyle d_{ox}} es el espesor de la capa de óxido,
{\displaystyle e} es la carga eléctrica del electrón,
{\displaystyle V_{G}} es la tensión aplicada a la compuerta
Al aplicar un potencial negativo en la compuerta del transistor, el óxido se polariza gracias a su permitividad. El campo eléctrico llega a la capa de material aislante Mott, que también se polariza de acuerdo con la dirección del campo eléctrico. Esto ocasiona una acumulación de cargas positivas en el extremo superior de la capa de aislante Mott. Estas cargas positivas son huecos que se inducen por medio de la tensión negativa de la compuerta. Controlando el potencial de compuerta es posible controlar la formación del canal y por lo tanto la corriente que fluye entre el drenador y el surtidor del dispositivo.

## Aplicaciones
Los dispositivos electrónicos basados en aislantes Mott son una alternativa de los transistores convencionales de silicio, y actualmente están en estudio varios dispositivos emergentes que utilizan las transiciones aislante-conductor como principio básico de funcionamiento. Entre los dispositivos más interesantes se encuentran las memorias Mott, conocidas también con el nombre de memorias CeRAM. Estas memorias pueden operar a temperaturas de hasta 300 °C y presentan relativamente poca fatiga, aun después de 1012 ciclos de lectura.